# Eneopteroides
Eneopteroides is een geslacht van rechtvleugeligen uit de familie krekels (Gryllidae). De wetenschappelijke naam van dit geslacht is voor het eerst geldig gepubliceerd in 1956 door Lucien Chopard.

## Soorten
Het geslacht Eneopteroides omvat de volgende soorten:
- Eneopteroides bicolor Hebard, 1928
- Eneopteroides chopardi Gorochov, 2010
- Eneopteroides cordobensis Desutter-Grandcolas, 2003
- Eneopteroides cuyabeno Gorochov, 2010
- Eneopteroides flavifrons Saussure, 1897
- Eneopteroides loretensis Desutter-Grandcolas, 2003
- Eneopteroides tobago Otte & Perez-Gelabert, 2009